# Филиппинская революция
Филиппинская революция 1896—1898 (исп. Revolución Filipina) — вооружённый конфликт на Филиппинах между испанскими колониальными властями и повстанцами (в частности, организацией Катипунан), в результате которой Филиппины стали независимой республикой (см. Первая Филиппинская республика).

## Предпосылки
Во второй половине XIX века на Филиппинах стали появляться патриотические революционные организации, ставившие своей целью освобождение Филиппин от Испании. В 1892 году Хосе Рисаль основал Филиппинскую лигу, но после того, как 6 июля Рисаль был арестован испанскими властями, лига фактически перестала действовать и раскололась на два направления — умеренное и радикальное (Андрес Бонифасио, Ладислао Дива, Теодоро Плата). 7 июля 1892 года сторонники Бонифасио основали Катипунан (Верховный и досточтимый союз сыновей народа).

## Революция

### Начало восстания

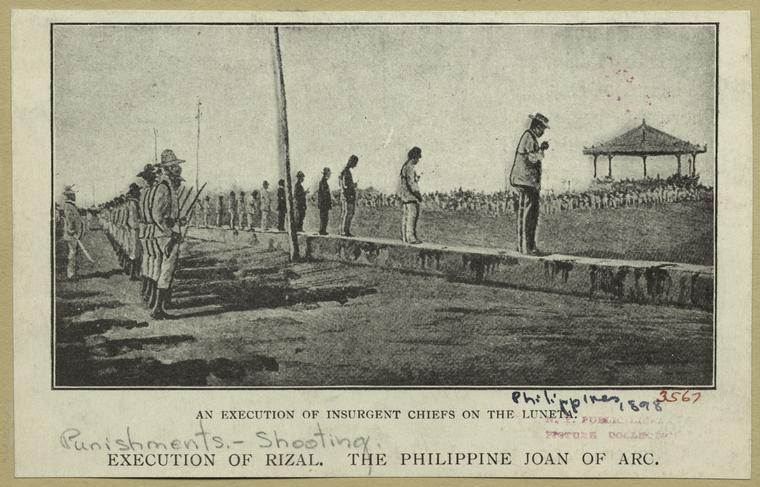
Казнь лидеров филиппинских повстанцев испанскими колонизаторами в Лунете, 1896 год.

В августе 1896 года Катипунан поднял антиколониальное восстание. Первое существенное сражение между восставшими и колониальной армией произошло у города Сан-Хосе-дель-Монте; поначалу сторонники Катипунана одержали победу, но вскоре после этого были разгромлены прибывшими подкреплениями.
Хотя самый известный деятель освободительного движения Хосе Рисаль добровольно отплыл на службу в качестве врача на Кубу и публично отмежевался от восстания как преждевременного, испанские власти отослали его назад в Манилу, где военный трибунал приговорил его к расстрелу, приведённому в исполнение 30 декабря 1896 года. Этот суд считали фарсом даже многие из испанцев; в результате, генерал-губернатор Рамон Бланко, который до некоторой степени сочувствовал Рисалю, был отстранён от власти 13 декабря под давлением консервативных сил. На его место был назначен Камильо де Полавьеха.
Одним из центров революции стала провинция Кавите, где силы восставших возглавил молодой генерал Эмилио Агинальдо, которому, в отличие от Бонифасио, удалось добиться успеха на поле боя. Вскоре руководство восставших разделилось на две группировки, одна из которых требовала признать лидером Бонифасио, а другая — Агинальдо; раскол дошёл до того, что сторонники Бонифасио и Агинальдо перестали оказывать помощь друг другу. 31 декабря 1896 года произошло собрание, целью которого было положить конец спору о лидерстве, но оно закончилось безрезультатно. 22 марта 1897 года на собрании в городе Техерос была провозглашена независимая Филиппинская республика и произошли выборы в революционное правительство, которые усугубили конфликт между двумя фракциями. Президентом был избран Агинальдо; Бонифасио, по-видимому, уверенный в собственной победе, сначала поддержал выборы, но после того, как были объявлены результаты, признал их недействительными. Он попытался создать своё собственное революционное правительство, но потерпел поражение и был арестован сторонниками Агинальдо. 10 мая Бонифасио и его брат Прокопио Бонифасио были приговорены Военным советом к смертной казни за мятеж и измену.

### Биак-на-Бато

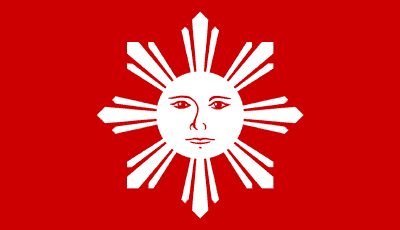
Флаг республики Биак-на-Бато

Тем временем испанские войска, получившие подкрепления, смогли вернуть под свой контроль часть Кавите; армия Агинальдо отступила на север, к городу Биак-на-Бато, где возникла Республика Биак-на-Бато; 1 ноября была принята конституция республики, основанная на первой конституции Кубы.
Новый испанский генерал-губернатор, Фернандо Примо-де-Ривера, решил пойти на переговоры с Агинальдо, в результате которых 14-15 декабря 1897 года был подписан договор Биак-на-Бато. Агинальдо и 25 других лидеров революционного правительства получили 400 000 песо и обещания реформ, в обмен на что они прекратили борьбу и были высланы в Гонконг. Основная часть революционной армии сложила оружие (в обмен на что получила от Испании ещё 200 000 песо), но отдельные группировки восставших продолжали сопротивляться. Один из их лидеров, генерал Франсиско Макабулос, сформировал временное правительство — Центральный исполнительный комитет.

### ВмешательствоСША
После начала Испано-американской войны США попытались использовать революционное движение на Филиппинах в свою пользу. 1 мая 1898 года американский флот под командованием адмирала Джорджа Дьюи прибыл в Манилу, где столкнулся с испанским флотом адмирала Патрисио Монтойо; через несколько часов флот Монтойо был уничтожен. Дьюи направил послов на переговоры с Агинальдо, который согласился вернуться на Филиппины и возглавить революцию. 17 мая Агинальдо прибыл в Кавите; вскоре под контролем восставших оказался весь остров Лусон, за исключением Манилы.
24 мая 1898 года Агинальдо был провозглашён диктатором, а 12 июня в его доме в городе Кавит (Кавите) филиппинские революционеры опубликовали на испанском языке текст Декларации независимости Филиппин, который провозглашал создание независимого филиппинского государства. Тем не менее, один из революционных лидеров и советников Агинальдо, Аполинарио Мабини, начал возражать против авторитарной власти Агинальдо.
15 сентября в городе Малолос был созван конгресс (учредительное собрание), который выработал проект конституции новой республики, окончательно принятой 21 января 1899 года и получившую название «Малолосской конституции». Разногласия между Агинальдо и Мабини были устранены и Мабини получил должность премьер-министра.
Только 2 июня 1899 года сдалась маленькая группа испанских солдат, которая держала оборону в церкви городка Балер после поражения всей остальной испанской армии.
Согласно указам от 20 мая и 18 июня 1898 года на Филиппинах предписывалось в сжатые сроки реорганизовать системы провинциальной и муниципальной власти. Малолосское учредительное собрание приняло также важный закон о предоставлении правительству кредитов, чтобы сбалансировать большие затраты Филиппинской республики.
Тем не менее, Филиппинская республика не была признана США, которые начали войну с Филиппинами. В 1902 году основные силы филиппинских партизан были разгромлены и США установили контроль над островами. Только через 14 лет США провозгласили курс на постепенное предоставление независимости Филиппинам.